# Laccobius
Laccobius is een geslacht van kevers uit de familie spinnende waterkevers (Hydrophilidae). Het geslacht werd voor het eerst wetenschappelijk beschreven in 1837 door Erichson.

## Soorten
- Ondergeslacht Compsolaccobius Ganglbauer, 1904
- Ondergeslacht Cyclolaccobius Gentili, 1991
- Ondergeslacht Dimorpholaccobius Zaitzev, 1938
- Ondergeslacht Glyptolaccobius Gentili, 1989
- Ondergeslacht Hydroxenus Wollaston, 1867
- Ondergeslacht Laccobius
  - Laccobius agilis (Randall, 1838)
  - Laccobius albipes Kuwert, 1890
  - Laccobius arenarius Cheary, 1971
  - Laccobius bedeli Sharp, 1884
  - Laccobius binotatus d'Orchymont, 1934
  - Laccobius borealis Cheary, 1971
  - Laccobius bruesi Cheary, 1971
  - Laccobius carri Orchymont, 1942
  - Laccobius cinereus Motschulsky, 1860
  - Laccobius colon (Stephens, 1829)
  - Laccobius expectans Gentili, 1980
  - Laccobius fuscipunctatus Hilsenhoff, 1995
  - Laccobius hardyi Cheary, 1971
  - Laccobius inopinus Gentili, 1980
    - = Laccobius miyuki Matsui, 1986

  - Laccobius kunashiricus Shatrovskiy, 1984
  - Laccobius minutoides Orchymont, 1942
  - Laccobius minutus (Linnaeus, 1758)
  - Laccobius nevadensis Miller, 1965
  - Laccobius nobilis Gentili, 1979
  - Laccobius occidentalis Cheary, 1971
  - Laccobius piceus Fall, 1922
  - Laccobius reflexipenis Cheary, 1971
  - Laccobius shengshanensis Peng & Bian, 2019[2]
  - Laccobius spangleri Cheary, 1971
  - Laccobius teneralis Cheary, 1971
  - Laccobius truncatipenis Miller, 1965
- Ondergeslacht Microlaccobius Gentili, 1972
- Ondergeslacht Notoberosus Blackburn, 1895[3]
- Ondergeslacht Yateberosus Satô, 1966[4]